# Grofija Hainaut
Grofija Hainaut (francosko Comté de Hainaut, nizozemsko Graafschap Henegouwen, nemško Grafschaft Hennegau, latinsko comitatus hanoniensis) je bila zgodovinsko gospostvo v srednjeveškem Svetem rimskem cesarstvu s prestolnico v Monsu (nizozemsko Bergen). Ime je dobilo po reki Haine, zdaj v Belgiji. V grofijo je spadalo tudi mesto Valenciennes, ki je zdaj v Franciji. Domneva se, da je grofija obsegala sedanjo belgijsko provinco Hainaut in vzhodni del francoskega departmaja Nord.
Hainaut je prvotno spadal v Lotaringijo, bil nekaj časa del Zahodne Francije (911–925) in bil zatem dokončno priključen k Nemčiji. Grofija je bila leta 958 razdeljena in dobila svojo bolj ali manj dokončno obliko leta 1071. Hainaut je bil jezikovno in kulturno francoski.
Leta 1432 je grofijo Hainout dobila rodbina Valois-Burgundska. Leta 1477 je skupaj z Burgundijo in ostalo Nizozemsko prišla pod Habsburžane in leta 1512 postala del burgundskega kroga. V njem je od leta 1555 do 1714 vladala španska veja Habsburžanov. Leta 1659 in 1678 je južni del  Hainouta zasegla Francija. Leta 1797 je preostanek grofije dobila Francija preko cesarja Franca II., ki je bil tudi grof Hainauta.

## Zgodovina
V Rimskem cesarstvu je Hainaut ali večina Hainauta spadal v civitas Belgov Nervijcev. Ko je cesarstvo izgubilo svojo moč, je celo področje prišlo pod oblast Salijskih Frankov znotraj njihove Nevstrije. V času Karle Velikega se je Frankovsko cesarstvo razglasilo za Sveto rimsko cesarstvo.
Grofija Hainaut je bila ustanovljena okoli leta 900 v lotainškem delu frankovskega ozemlja, ko je vojvoda Reginar I. Lorenski, vnuk frankovskega cesarja Lotarja I., privzel naslov "grof Hainauta". Po smrti zadnjega karolinškega kralja Vzhodne Frankovske Ludvika Otroka leta 911 se je grof Reginard priključil k Zahodni Frankovski kralja Karla Preprostega. Njegov sin in naslednik vojvoda Gilbert se je v nasprotju z njim leta 925 uklonil nemškemu kralju Henriku Ptičarju. Od takrat naprej je vojvodina Lotaringija ostala del vzhodnega frankovskega kraljestva, iz katerega je nastala Nemčija. Iz zahodnega dela frankovskega cesarstva je nastala Francija.
Po Gilbertovi smrti  leta 939 njegovi nasledniki niso obdržali vojvodskega naslova, vendar so še vedno vladali v Hainautu.  Po neuspešnem uporu grofa Reginarja III. Dolgovratega proti vojvodi Brunu Velikemu je bil Reginar leta 958  odstavljen, grofija pa razdeljena. Ko je leta 1051 umrl zadnji hainautski grof Herman, se je njegova vdova Rihilda poročila s flandrijskim grofom Balduinom VI., vazalom francoskega kraljestva. Po očetovi smrti leta 1067 je Balduin VI. postal vladar Hainauta in Monsa. Nasledil ga je sin Arnulf III., ki je bil ubit v bitki pri Casselu leta 1071. Bitka je bila posledica nasledstvenega spora med njim in njegovim stricem Robertom I. Frizijskim. Robert je po zmagi pridobil Flandrijo, njegova svakinja Rihilda pa je obdržala svojo doto Spodnjo Loreno. Z združitvijo grofije Mons, južnega dela deželne grofije Brabant in mejne grofije  Valenciennes je nastala oživljena grofija Hainaut. 
Združitev grofije Hainaut v cesarski fevd je bila zaključena po Arnulfovem porazu leta 1071, ko sta Rihilda in njen sin Baldvin II. poskušala prodati svoja fevda cesarju Henriku IV. Nemškemu. Cesar je ukazal knezoškofu Liègea, naj fevda kupi in ju kot združeno grofijo vrne grofici Rihildi, zdaj fevdalno podrejeni vojvodom Spodnje Lorene. 
Grofje Hainauta so imeli več zgodovinskih povezav z grofi Flandrije in Holandije, s katerimi so bili v bližnjem sorodstvu. Grofija je sklenila tudi nekaj osebnih unij z drugimi državami, na primer s Flandrijo 1067–1071 in ponovno 1191–1246, Holandijo 1299–1436 in  Bavarsko-Straubingom 1356–1417.
Po smrti bavarsko-straubinskega vojvode Viljema II. leta 1417 je Hainaut nasledila  njegova hčerka Žaklina, ki je Hainaut skupaj s Holandijo leta 1432 odstopila vojvodi Filipu Dobremu iz rodbine Valois. Zadnja neodvisna grofica je umrla 8. oktobra 1436, domnevno zaradi tuberkuloze. Njena grofija se je vključila v  Burgundsko Nizozemsko. Ko je bil burgundski vojvoda Karel Drzni leta 1477 ubit v bitki pri Nancyju, je moška veja burgundskih vojvod izumrla. Karlova hčerka Marija Burgundska se je poročila z nadvojvodo Maksimiljanom I. Habsburškim, sinom cesarja Friderika III. Habsburškega. Francoski kralj Ludvik XI. je poskušal izkoristiti smrt svojega bratranca Karla in poslal vojsko v napad na Nizozemsko. Vojska je bila v bitki pri Guinegateu poražena in Hainaut je z Arraškim sporazumom iz leta 1482 postal del Habsburške Nizozemske. Leta 1556 je postal del Španske Nizozemske. Leta 1579 je bil član Arraške zveze, ki se je uklonila oblasti Habsburške Španije, medtem ko se je severna Utreška zveza uprla in leta 1581 ustanovila Nizozemsko republiko.
Pirenejski sporazum iz leta 1659 in Nijmegenski sporazum iz leta 1679 sta grofijo razpolovila. Južni del okoli Valenciennesa, Le Quesnoya in Avesnesa je pripadel Franciji kralja Ludvika XIV., severni del  okoli Monsa pa je ostal pod španskimi Habsburžani. S sklenitvijo Utrechtskega sporazuma je leta 1713 pripadel Avstrijski Nizozemski. Habsburški cesarji so vladali do leta 1794, ko je ozemlje postalo del francoske Prve republike.